# IHL 1984/85
Die Saison 1984/85 war die 40. reguläre Saison der International Hockey League. Während der regulären Saison bestritten die neun Teams jeweils 82 Spiele. In den Play-offs setzten sich die Peoria Rivermen durch und gewannen den ersten Turner Cup in ihrer Vereinsgeschichte.

## Teamänderungen
Folgende Änderungen wurden vor Beginn der Saison vorgenommen:
- Die Indianapolis Checkers aus der aufgelösten Central Hockey League wurden als Expansionsteam in die Liga aufgenommen.
- Die Salt Lake Golden Eagles aus der aufgelösten Central Hockey League wurden als Expansionsteam in die Liga aufgenommen.
- Die Muskegon Mohawks wurden verkauft und änderten ihren Namen in Muskegon Lumberjacks.
- Die Peoria Prancers wurden verkauft und änderten ihren Namen in Peoria Rivermen.

## Reguläre Saison

### Abschlusstabelle
Abkürzungen: GP = Spiele, W = Siege, L = Niederlagen, T = Unentschieden, OTL = Niederlage nach Overtime, GF = Erzielte Tore, GA = Gegentore, Pts = Punkte
| East Division      | GP | W  | L  | T | GF  | GA  | Pts |
| ------------------ | -- | -- | -- | - | --- | --- | --- |
| Peoria Rivermen    | 82 | 48 | 25 | 9 | 357 | 275 | 105 |
| Flint Generals     | 82 | 43 | 35 | 4 | 349 | 340 | 93  |
| Kalamazoo Wings    | 82 | 40 | 35 | 7 | 323 | 297 | 89  |
| Toledo Goaldiggers | 82 | 32 | 45 | 5 | 292 | 362 | 72  |

| West Division           | GP | W  | L  | T  | GF  | GA  | Pts |
| ----------------------- | -- | -- | -- | -- | --- | --- | --- |
| Muskegon Lumberjacks    | 82 | 50 | 29 | 3  | 374 | 291 | 103 |
| Fort Wayne Komets       | 82 | 37 | 34 | 11 | 339 | 327 | 90  |
| Salt Lake Golden Eagles | 82 | 35 | 39 | 8  | 332 | 323 | 82  |
| Indianapolis Checkers   | 82 | 31 | 47 | 4  | 264 | 318 | 69  |
| Milwaukee Admirals      | 82 | 25 | 52 | 5  | 292 | 389 | 60  |

## Turner-Cup-Playoffs
| Turner-Cup-Viertelfinale | Turner-Cup-Viertelfinale | Turner-Cup-Viertelfinale |    |                      | Turner-Cup-Halbfinale | Turner-Cup-Halbfinale | Turner-Cup-Halbfinale |  |  | Turner-Cup-Finale | Turner-Cup-Finale | Turner-Cup-Finale |
|                          |                          |                          |    |                      |                       |                       |                       |  |  |                   |                   |                   |
| E1                       | Peoria Rivermen          | 4                        |    |                      |                       |                       |                       |  |  |                   |                   |                   |
| W4                       | Indianapolis Checkers    | 3                        |    |                      |                       |                       |                       |  |  |                   |                   |                   |
| W4                       | Indianapolis Checkers    | 3                        | E1 | Peoria Rivermen      | 4                     |                       |                       |  |  |                   |                   |                   |
|                          |                          |                          | E1 | Peoria Rivermen      | 4                     |                       |                       |  |  |                   |                   |                   |
|                          | W2                       | Fort Wayne Komets        | 2  |                      |                       |                       |                       |  |  |                   |                   |                   |
| W2                       | W2                       | Fort Wayne Komets        | 2  | Fort Wayne Komets    | 4                     |                       |                       |  |  |                   |                   |                   |
| W2                       |                          |                          |    | Fort Wayne Komets    | 4                     |                       |                       |  |  |                   |                   |                   |
| W3                       | Salt Lake Golden Eagles  | 3                        |    |                      |                       |                       |                       |  |  |                   |                   |                   |
| W3                       | Salt Lake Golden Eagles  | 3                        | E1 | Peoria Rivermen      | 4                     |                       |                       |  |  |                   |                   |                   |
|                          |                          |                          |    | Peoria Rivermen      | 4                     |                       |                       |  |  |                   |                   |                   |
|                          | W1                       | Muskegon Lumberjacks     | 3  |                      |                       |                       |                       |  |  |                   |                   |                   |
| W1                       | W1                       | Muskegon Lumberjacks     | 3  | Muskegon Lumberjacks | 4                     |                       |                       |  |  |                   |                   |                   |
| W1                       |                          |                          |    | Muskegon Lumberjacks | 4                     |                       |                       |  |  |                   |                   |                   |
| E4                       | Toledo Goaldiggers       | 2                        |    |                      |                       |                       |                       |  |  |                   |                   |                   |
| E4                       | Toledo Goaldiggers       | 2                        | W1 | Muskegon Lumberjacks | 4                     |                       |                       |  |  |                   |                   |                   |
|                          |                          |                          | W1 | Muskegon Lumberjacks | 4                     |                       |                       |  |  |                   |                   |                   |
|                          | E3                       | Kalamazoo Wings          | 0  |                      |                       |                       |                       |  |  |                   |                   |                   |
| E2                       | E3                       | Kalamazoo Wings          | 0  | Flint Generals       | 3                     |                       |                       |  |  |                   |                   |                   |
| E2                       |                          |                          |    | Flint Generals       | 3                     |                       |                       |  |  |                   |                   |                   |
| E3                       | Kalamazoo Wings          | 4                        |    |                      |                       |                       |                       |  |  |                   |                   |                   |

## Vergebene Trophäen

### Mannschaftstrophäen
| Auszeichnung                                          | Team            |
| ----------------------------------------------------- | --------------- |
| Turner Cup Gewinner der IHL-Playoffs                  | Peoria Rivermen |
| Fred A. Huber Trophy Bestes Team der regulären Saison | Peoria Rivermen |

### Individuelle Trophäen
| Auszeichnung                                                       | Spieler           | Team                    |
| ------------------------------------------------------------------ | ----------------- | ----------------------- |
| James Gatschene Memorial Trophy MVP der regulären Saison           | Scott Gruhl       | Muskegon Lumberjacks    |
| Leo P. Lamoureux Memorial Trophy Bester Scorer                     | Scott MacLeod     | Salt Lake Golden Eagles |
| Governor’s Trophy Bester Verteidiger                               | Lee Norwood       | Peoria Rivermen         |
| James Norris Memorial Trophy Torhüter mit den wenigsten Gegentoren | Rick Heinz        | Peoria Rivermen         |
| Garry F. Longman Memorial Trophy Bester Rookie                     | Gilles Thibaudeau | Flint Generals          |
| Ken McKenzie Trophy Bester US-amerikanischer Rookie                | Bill Schafhauser  | Kalamazoo Wings         |
| Commissioner’s Trophy Bester Trainer                               | Pat Kelly         | Peoria Rivermen         |
| Commissioner’s Trophy Bester Trainer                               | Rick Ley          | Muskegon Lumberjacks    |